# Протіонамід
Протіонамід — синтетичний протитуберкульозний засіб для перорального застосування.

## Фармакологічні властивості
Протіонамід — синтетичний протитуберкульозний препарат, що є похідним тіокарбаміду. Препарат має бактеріостатичну дію, що пов'язана з блокуванням синтезу міколевої кислоти, що є важливим компонентом клітинної стінки мікобактерій. До протіонаміду чутливими є туберкульозна паличка, а також мікобактерія лепри і атипові мікобактерії. До інших бактерій препарат неактивний. Застосовується тільки у складі комплексної терапії у зв'язку з швидким розвитком стійкості мікобактерій до препарату при монотерапії.

### Фармакокінетика
Протіонамід швидко всмоктується при пероральному прийомі, максимальна концентрація в крові досягається протягом 2 годин. Біодоступність препарату не досліджена. Препарат створює високі концентрації в більшості тканин та рідин організму, добре проникає у вогнища запалення (у тому числі каверни), здорові тканини, добре проникає у порожнини організму. Препарат добре проходить через гематоенцефалічний бар'єр. Протіонамід проникає через плацентарний бар'єр та виділяється в грудне молоко. Препарат метаболізується в печінці з утворенням активних метаболітів. Протіонамід виводиться з організму переважно з сечею в вигляді метаболітів, незначна частина виводиться з калом. Період напіввиведення протіонаміду становить 2—3 години; при нирковій недостатності цей час може збільшуватися.

## Показання до застосування
Протіонамід застосовується у складі комбінованої терапії при будь-яких формах туберкульозу та при проказі.

## Побічна дія
При застосуванні протіонаміду можливі наступні побічні ефекти:
- Алергічні реакції — рідко висипання на шкірі, пелагроподібні зміни.
- З боку травної системи — часто нудота, блювання, сухість в роті, метеоризм, металевий присмак в роті, біль в животі, діарея; рідко гепатит, жовтяниця.
- З боку нервової системи — нечасто головний біль, запаморочення, сплутаність свідомості, депресія, парестезії; дуже рідко периферичні неврити, галюцинації, судоми, неврит зорового нерва, зниження гостроти зору з імовірним розвитком повної сліпоти або випадіння полів зору; при застосуванні із ізоніазидом можливий розвиток полінейропатії.
- З боку серцево-судинної системи — рідко артеріальна гіпотензія, тахікардія.
- З боку ендокринної системи — рідко гіпоглікемія, гінекомастія, гіпотиреоз, порушення менструального циклу, імпотенція.
- Зміни в лабораторних аналізах — рідко гіпоглікемія, підвищення рівня білірубіну в крові, підвищення рівня активності амінотрансфераз в крові, порушення кровотворення у кістковому мозку.

## Протипокази
Протіонамід протипоказаний при підвищеній чутливості до похідних тіокарбаміду, захворюваннях печінки, захворюваннях шлунку та 12-палої кишки, виразковому коліті, цукровому діабеті, хронічному алкоголізмі, вагітності та годуванні грудьми, дітям до 14 років.

## Форми випуску
Протіонамід випускається у вигляді таблеток і драже по 0,25 г.